# 2018年平昌オリンピックの開会式
2018年平昌オリンピックの開会式（2018ねんピョンチャンオリンピックのかいかいしき）は、平昌オリンピックスタジアムで2018年2月9日午後8時（現地時間）から約2時間挙行された。

## 概要
韓国では1988年ソウルオリンピック以来、30年ぶりに開催される五輪と、アジアでは1998年長野オリンピック以来20年ぶりに開催される冬季五輪の開会式・閉会式用に建設された平昌オリンピックスタジアムは約3万5000人が収容され、開会式は総監督はソン・スンファン、総合演出は梁正雄が、音楽監督は梁邦彦が務めた。
同オリンピックスタジアムは五輪にちなんで五角形であり、中央のフィールドは円形である。客席にはLEDライトの照明が取り付けられており、客席全体が巨大な液晶画面になるように設計されていた。

## コンセプト
開・閉会式のキーワードは「平和と未来」で、開会式では「平和（ピース・イン・モーション）」をテーマとし平和という答えを探し求める5人の子供の冒険を描く。

## アトラクション

### カウントダウン

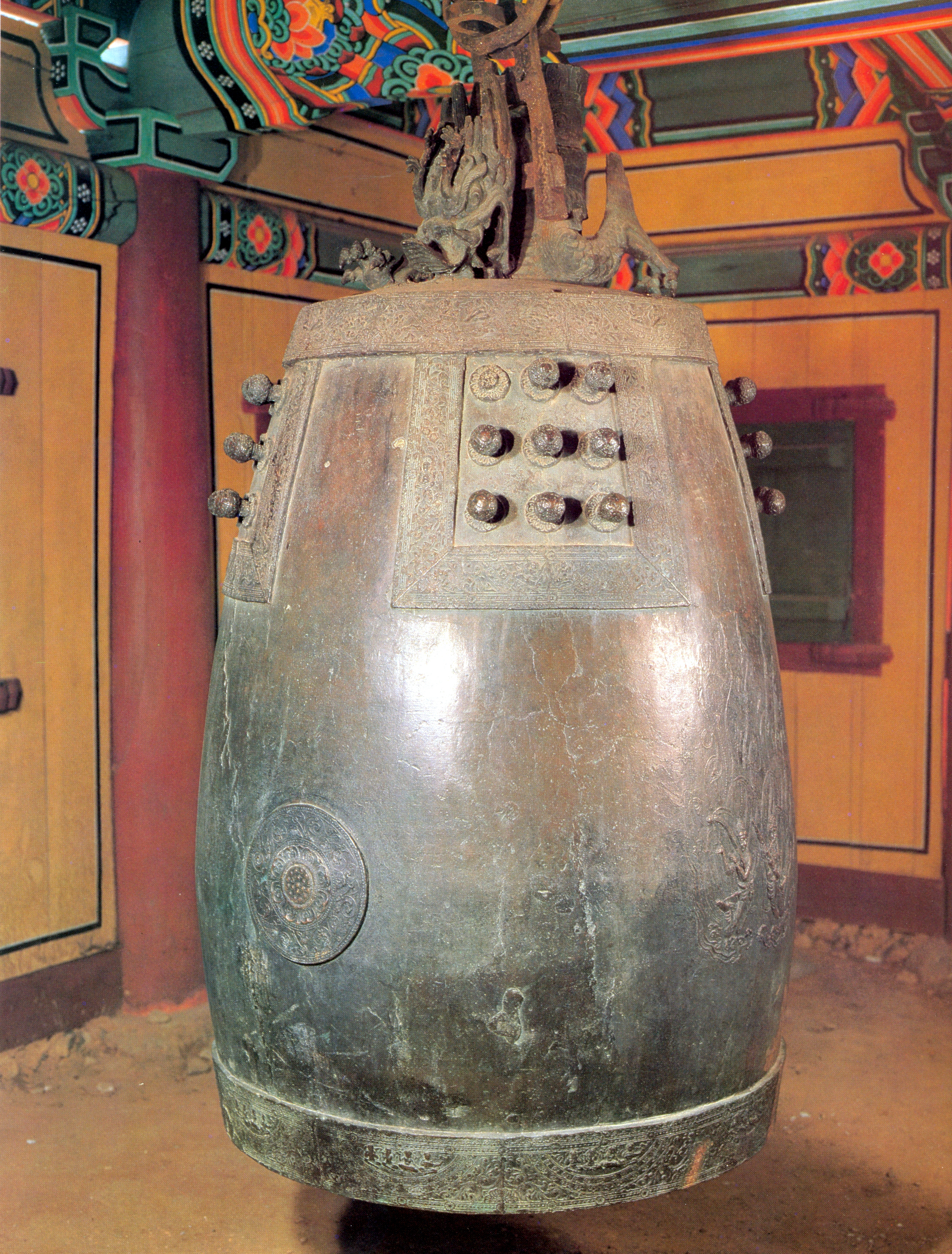
「平和の鐘」のモチーフになった上院寺(サンウォンサ)の梵鐘。

カウントダウンに先立って、「ウェルカム・トゥ・平昌」（Welcome to Pyeongchang）という名前の映像で始まった。はじめに仁川国際空港に向かう航空機の客席、そして国際空港のショートフィルムが流された。ショートフィルムの中の搭乗客の持つ雑誌の表紙や、マグカップや紙袋の柄、空港の壁面広告が歴代の冬のオリンピック開催地のロゴマークになっており、それにより歴代開催地の紹介になっている。そこから韓国各地の景色が紹介され最後に平昌オリンピックスタジアムの眺望で終わった。
ショートフィルムのあと、実際の会場の中央には梵鐘が置かれていた。朝鮮語によるカウントダウンが10秒前から行われ、客席を利用した巨大液晶画面には朝鮮語の数の発音が表示された。8時の定刻になると同じ平昌郡にある上院寺の梵鐘の音が鳴らされた。
5人の少年少女が登場し、彼らが洞窟を探検すると、そこは古代の陵墓であり、天文図のある天井と四神の壁画が出現した。

### 檀君神話
高句麗の陵墓の壁画をモチーフにした天文図と四神が登場した。子供達が壁画に触れると白虎がホログラムに変わって飛び出して、子どもたちと一緒にどこかへ出てくる。スタジアムの白虎の人形が一度大きく覆う白虎の黒のストライプが5本で広がり、水墨画の技法で白頭大幹が形成される。白虎を先頭に子供達に続いて、青龍、朱雀、玄武の大きな張り子が登場する。その後をついてカマキリ、鹿、イノシシ、蝶、カラス、サルなどの動物たちも登場し、それらは数人によって操作されるものであった。そして、高句麗神話による人面鳥のような不死鳥を中心にフェニックスや檀君を生んだ熊女が登場した。そして、天球儀のプロジェクションマッピングがステージを包んでいった。

### 太極
円形の会場中央に円状に房付き藁の帽子と、白の民族衣装を着た女性たちが多数並び太鼓(チャング)を演奏した。それに合わせ、海老茶のチマと白のチョゴリを着た多数の女性たちが太鼓を叩きながら周りで踊っていく。周囲に8つの円陣を組んだり八芒星を描いたりしながら最後は横一列になり、そして中央の円陣が韓国の国旗にある赤と青の太極のライトアップされていった。

### 国旗掲揚・国歌演奏

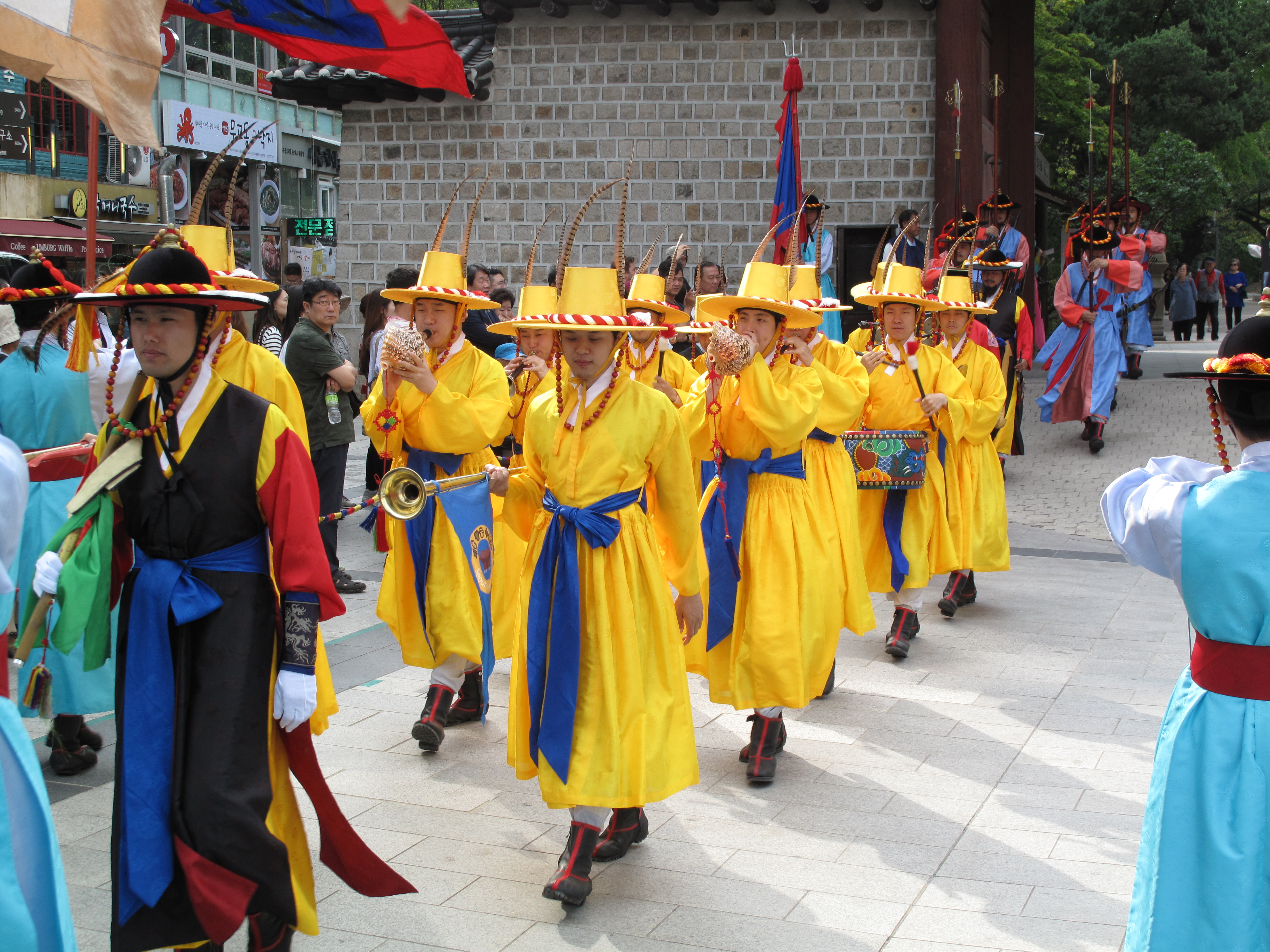
国旗掲揚と国歌演奏の軍楽隊の扮装。国旗掲揚は画面左の黒い具軍服の扮装の儀仗兵が、国歌演奏は後方の黄色の具軍服の扮装の軍楽隊がそれぞれ行った（画像は徳寿宮の衛兵交代のもの）。

文在寅大統領とトーマス・バッハIOC会長がボックス席に姿を現し、そのあと韓国の国旗が8人の白の韓服を着て原色で紙の飾りのついたボッコン（撲巾、頭巾）あるいはチョバウィ（防寒用の帽子）のような帽子をかぶった往年の韓国のオリンピック選手と元プロゴルファー朴セリによって運ばれた。黄色の戦衣に藍纏帯を締め、木靴を履き、左右にキジの羽飾り配して数珠のような貝纓（ペヨン）を垂らした黄色のチュリプ（朱笠）をかぶった李氏朝鮮時代の衛兵の扮装をした軍楽隊による伝統的な楽器を使用した音楽が演奏される中、国旗は会場をぐるりと回ると、李氏朝鮮の武官の服装である赤色のトンタリに黒の戦服を着て藍纏帯を締めた衣装と木の靴と雀毛の飾りと数珠のような貝纓（ペヨン）を下げた黒の氈笠からなる具軍服の扮装をした韓国軍の儀仗兵6人に渡され彼らが旗竿に国旗を掲揚した。国旗掲揚時の国歌の演奏は引き続き伝統楽器で行われた。歌唱は地元の子供たちによって行われた。

### 未来

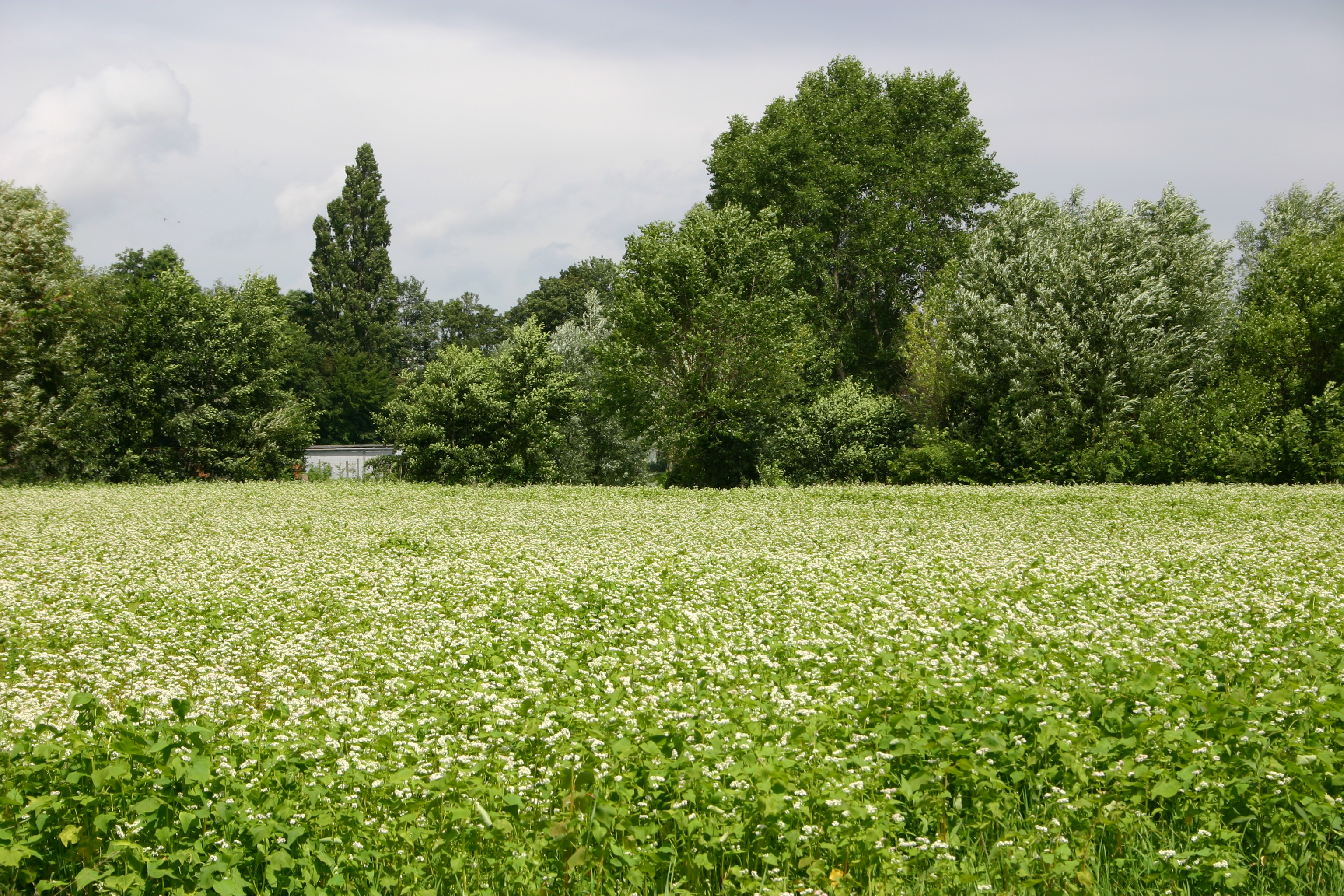
ソバの花畑。

大韓民国の四季を示すタイムラプス映像で始まり、春夏秋冬の朝鮮半島の風景を描いた後にそばの花畑を最後に映す。韓服に笠をかぶった老人が「アリラン」を歌うと円形のフィールドには蕎麦畑が映し出された。そして、真ん中から再び民衆の中に喜びと悲しみの叫びが溶けて、明るいホタルに変わり空中に上がり、スタジアム前面に光の筋が繰り広げていく。グラウンドの真ん中には漢江の奇跡を成し遂げた都市の姿が周囲を成し繰り広げられる。これシナンと高霊ゴリョンの大韓民国の歴史の中でもカキしなかった韓国民の姿を象徴したいと述べた。蕎麦畑の海を5人の子どもたちが筏で移動すると、子どもたちは降ってきた雪のつららで氷へ夢絵を描いて、絵の中に明るく輝く四角い「未来の扉」が表示され5人それぞれが大人になった時の姿が現れた。あるものは医師に、あるものはロボット工学の学者、あるものは建築家、あるものは書芸の芸術家、あるものはミュージシャンになる将来の姿である。それとともに近未来に都市の映像が映し出される。
フィールドには長方形の窓のようなものが登場し、それは未来を映す窓であった。技術と人が共存する4次産業革命を成し遂げた遠い未来の光化門広場の風景が過ぎ去り、ソウル路7017の未来扉に贅沢が住んでいる家の将来のドアの中には、再び川の上の子供に示された将来のドアにつながる。120個の「未来の扉」が舞台の上に一列になって、壁を成し遂げた中で白い月の光がフルヌンデ「未来は自然に近づいてくる」という意味である。韓国のわらべ歌トゥコバトゥコバが流れ、ダンサーが現代舞踊を踊り始めていった。一方で、現代人の生活を象徴した「漢江賛歌」をアレンジした曲が流れ始めた。方形の窓のような枠に車輪を付けて可動式したものが多数登場してそれによるマスゲームが繰り広げられた。フィールドにはプロジェクションマッピングで「コミュニケーションと接続の世界」というサブタイトルで幾何学的な模様が映し出され世界のすべての言語が中央に集まっているように打ち上げられた。

### オリンピック旗掲揚とオリンピック賛歌
オリンピック旗が白のチョバウィ（防寒用の帽子）とパステルカラーの韓服を着用した競技指導者と、未来の選手らによって運ばれ、会場をぐるりと回り儀仗兵に渡される。儀仗兵は旗竿にこれを掲揚した。李氏朝鮮時代の王后の衣装のような絢爛な衣装を着たソプラノ歌手の黄澄がオリンピック賛歌を歌唱。その間、聖火台の前にあるスロープにはプロジェクションマッピングによって五輪の5色の帯が上昇する映像が映し出されていた。

### 平和の象徴「鳩」と「イマジン」
5人の子供がキャンドルサービスを行い、ろうそく灯を持った人々によってフィールドに二羽の鳩が向かい合う姿が描かれ、それは一羽の鳩になっていった。その間、映像での世界中の人々の伴奏と一緒に歌手のチョン・イングォン、Bolbbalgan4のアン・ジヨン、ロックバンド「GUCKKASTEN」のハ・ヒョヌ、歌手のイ・ウンミが一節ずつ分けてジョン・レノンの『イマジン』が歌唱演奏された。歌った後に子供たちが放った鳩風船が空に飛んで行き、客席からも鳩風船が飛んで行った。

### ドローンによる五輪マーク
鳩風船は、平昌オリンピックスタジアムを越えてアルペンシアクロスカントリーセンターに集まった。フィールドから蛍のような発光する小さなドローン1218台が飛翔をはじめ、やがておびただしい数のドローンの群は会場外のゲレンデに向かうとそこで、編隊を変えながらスノーボードをする人など姿を立体的に表す。それ合わせて、ゲレンデででは多数のスキーヤーが滑走し最後に彼らは五輪マークの形に並んだ。すると、上空にはドローン群による五輪マークが浮揚していた。
このドローンは後述のシステム障害の影響で当日実施できなかったため、あらかじめ録画したものを放映された。しかし開会式当日は、強風が吹いていたためドローンを飛ばすことができなかったという事実もありサイバー攻撃の記事は信憑性があまりない。
ドローンはインテルによるものである。

### 選手・審判・コーチ宣誓
今大会から選手、審判、コーチが個別に行われていたオリンピック宣誓をIOC総会の決定に基づき包括的に行うことになった。オリンピック旗掲揚後にはスピードスケート選手の牟太釩と金禹植審判、バク・ギホコーチが五輪宣誓を行い、牟が宣言をすべて読んだ。

## 選手入場

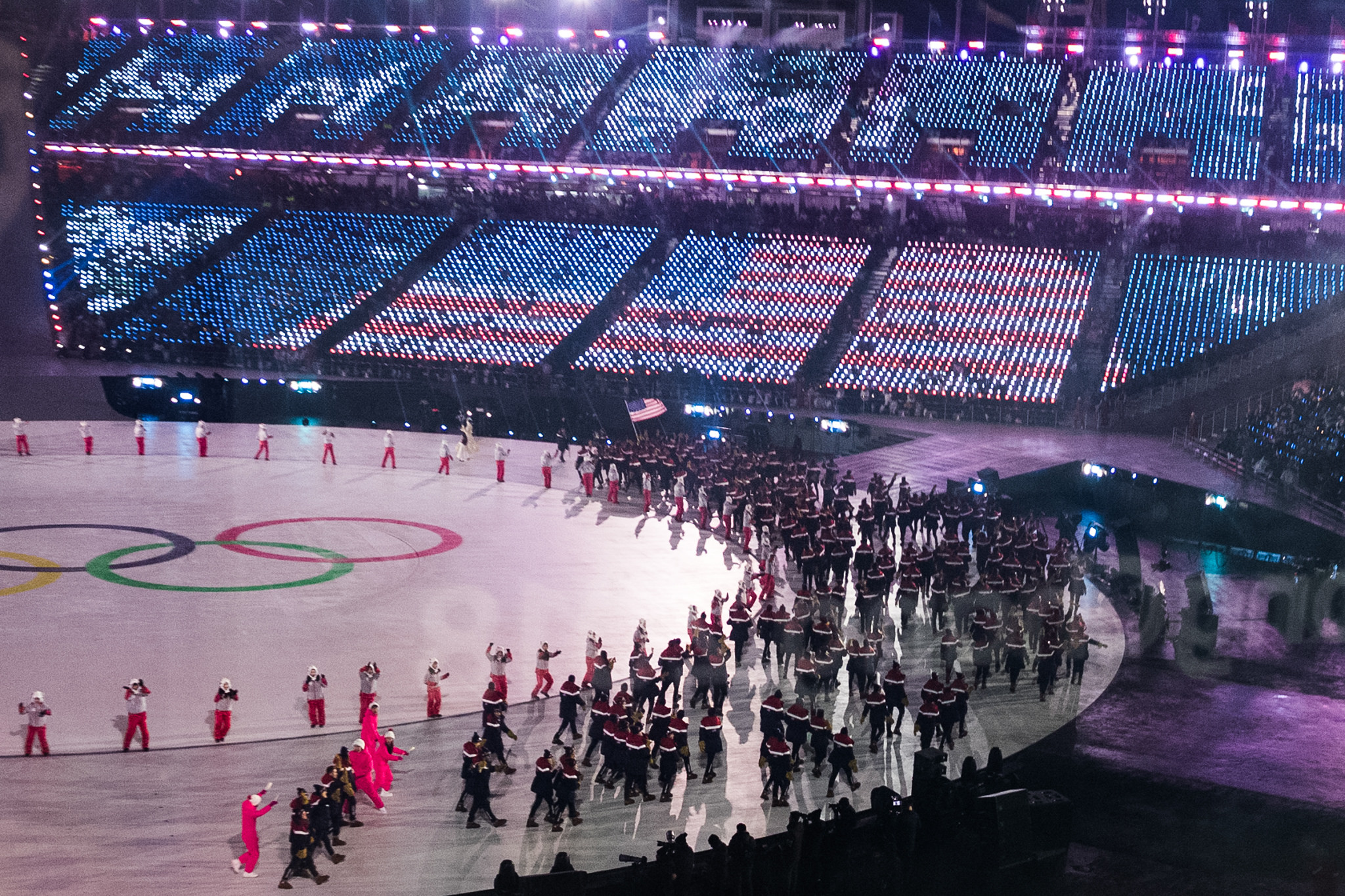
アメリカ選手団の入場の様子。座席にLEDライトをつけた巨大画面に星条旗が表示されている。

朝鮮統一旗。

選手団の入場行進はオリンピック発祥国のギリシャを先頭に、開催国の公用語である朝鮮語の表記に基づくハングル文字の字母順（「カナダラ」順）で行われ、最後に韓国と北朝鮮の合同選手団（南北合同チーム選手団）が『アリラン』のロックアレンジをBGMに入場した。
なお、イスラエルはイランとの敵対関係を考慮して元々の順序でもあるイランの次ではなく、イタリアの次に入場した。マケドニアは、隣国であるギリシャとのマケドニア名称論争を考慮して「マケドニア・旧ユーゴスラビア共和国」という名でフランスの次に入場した。マケドニアの順序は「マケドニア・旧ユーゴスラビア共和国」の英文略記である「FYROM」にならっている。日本は全体の62番目（インドとジャマイカの間）に入場した。
入場曲に関しては、序盤がパンソリや農楽・雅楽といった朝鮮の伝統音楽、中盤から後半にかけてK-POPメドレー（PSYの『江南スタイル』、TWICEの『LIKEY』、BIGBANGの『Fantastic Baby』、防弾少年団（BTS）の『DNA』、Red Velvetの『Red Flavor』など）が順に流れた。
| 順 | 国/地域                            | ハングル                         | 旗持者                                     | 出場競技                         |
| -- | ---------------------------------- | -------------------------------- | ------------------------------------------ | -------------------------------- |
| 1  | ギリシャ (GRE)                     | 그리스                           | ソフィア・ラリ                             | アルペンスキー                   |
| 2  | ガーナ (GHA)                       | 가나                             | クウェーシー・フリンポン                   | スケルトン                       |
| 3  | ナイジェリア (NGR)                 | 나이지리아                       | ヌゴジ・オンウメア                         | ボブスレー                       |
| 4  | 南アフリカ (RSA)                   | 남아프리카 공화국                | コナー・ウィルソン                         | アルペンスキー                   |
| 5  | オランダ (NED)                     | 네덜란드                         | ヤン・スメーケンス                         | スピードスケート                 |
| 6  | ノルウェー (NOR)                   | 노르웨이                         | エミル・ヘグル・スベンセン                 | バイアスロン                     |
| 7  | ニュージーランド (NZL)             | 뉴질랜드                         | ボー＝ジェームズ・ウェルズ                 | フリースタイルスキー             |
| 8  | デンマーク (DEN)                   | 덴마크                           | エレナ・メラー・リガス                     | スピードスケート                 |
| 9  | ドイツ (GER)                       | 독일                             | エリック・フレンツェル                     | ノルディック複合                 |
| 10 | 東ティモール (TLS)                 | 동티모르                         | ヨハン・ゴウト                             | アルペンスキー                   |
| 11 | ラトビア (LAT)                     | 라트비아                         | ダウマンツ・ドレイシュケンス               | ボブスレー                       |
| 12 | レバノン (LBN)                     | 레바논                           | サメル・タウク                             | クロスカントリースキー           |
| 13 | ルーマニア (ROU)                   | 루마니아                         | マリウス・ウングレアーヌ                   | バイアスロン                     |
| 14 | ルクセンブルク (LUX)               | 룩셈부르크                       | マシュー・オシュ                           | アルペンスキー                   |
| 15 | リトアニア (LTU)                   | 리투아니아                       | トマーシュ・カウケナス                     | バイアスロン                     |
| 16 | リヒテンシュタイン (LIE)           | 리히텐슈타인                     | マルコ・プフィッフナー                     | アルペンスキー                   |
| 17 | マダガスカル (MAD)                 | 마다가스카르                     | ミアリティアナ・クレール                   | アルペンスキー                   |
| 18 | マレーシア (MAS)                   | 말레이시아                       | ジュリアン志傑乙                           | フィギュアスケート               |
| 19 | メキシコ (MEX)                     | 멕시코                           | ヘルマン・マドラソ                         | クロスカントリースキー           |
| 20 | モナコ (MON)                       | 모나코                           | ルディ・リナルディ                         | ボブスレー                       |
| 21 | モロッコ (MAR)                     | 모로코                           | サミール・アジマーニー                     | クロスカントリースキー           |
| 22 | モンテネグロ (MNE)                 | 몬테네그로                       | エレナ・ヴイチッチ                         | アルペンスキー                   |
| 23 | モルドバ (MDA)                     | 몰도바                           | ニコラエ・ガイドゥク                       | クロスカントリースキー           |
| 24 | マルタ (MLT)                       | 몰타                             | エリーズ・ペレグリン                       | アルペンスキー                   |
| 25 | モンゴル (MGL)                     | 몽골                             | アチバドラフ・バトムンフ                   | クロスカントリースキー           |
| 26 | アメリカ合衆国 (USA)               | 미국                             | エリン・ハムリン                           | リュージュ                       |
| 27 | バミューダ (BER)                   | 버뮤다                           | トゥッカー・マーフィー                     | クロスカントリースキー           |
| 28 | ベルギー (BEL)                     | 벨기에                           | セップ・スミッツ                           | スノーボード                     |
| 29 | ベラルーシ (BLR)                   | 벨라루스                         | アラ・ツーペル                             | フリースタイルスキー             |
| 30 | ボスニア・ヘルツェゴビナ (BIH)     | 보스니아 헤르체고비나            | エルヴェディナ・ムザフェリヤ               | アルペンスキー                   |
| 31 | ボリビア (BOL)                     | 볼리비아                         | シモン・ブライトフス・カマランダー         | アルペンスキー                   |
| 32 | ブルガリア (BUL)                   | 불가리아                         | ラドスラフ・ヤンコフ                       | スノーボード                     |
| 33 | ブラジル (BRA)                     | 브라질                           | エジソン・ビンジラッチ                     | ボブスレー                       |
| 34 | サンマリノ (SMR)                   | 산마리노                         | アレッサンドロ・マリオッティ               | アルペンスキー                   |
| 35 | セルビア (SRB)                     | 세르비아                         | ネヴェナ・イグニャトヴィッチ               | アルペンスキー                   |
| 36 | スウェーデン (SWE)                 | 스웨덴                           | ニクラス・エディン                         | カーリング                       |
| 37 | スイス (SUI)                       | 스위스                           | ダリオ・コロニャ                           | クロスカントリースキー           |
| 38 | スペイン (ESP)                     | 스페인                           | ルーカス・エギバル                         | スノーボード                     |
| 39 | スロバキア (SVK)                   | 슬로바키아                       | ヴェロニカ・ヴェレズ＝ズズロヴァー         | アルペンスキー                   |
| 40 | スロベニア (SLO)                   | 슬로베니아                       | ヴェスナ・ファブヤン                       | クロスカントリースキー           |
| 41 | シンガポール (SGP)                 | 싱가포르                         | シャイアン・ゴー                           | ショートトラックスピードスケート |
| 42 | アルメニア (ARM)                   | 아르메니아                       | ミカエル・ミカエリャン                     | クロスカントリースキー           |
| 43 | アルゼンチン (ARG)                 | 아르헨티나                       | セバスティアノ・ガスタルディ               | アルペンスキー                   |
| 44 | アイスランド (ISL)                 | 아이슬란드                       | フレイディス・ハトラ・エイナルスドッティル | アルペンスキー                   |
| 45 | アイルランド (IRL)                 | 아일랜드                         | シェイマス・オコナー                       | スノーボード                     |
| 46 | アゼルバイジャン (AZE)             | 아제르바이잔                     | パトリック・ブラシュナー                   | アルペンスキー                   |
| 47 | アンドラ (AND)                     | 안도라                           | イリネウ・アルティミラス                   | クロスカントリースキー           |
| 48 | アルバニア (ALB)                   | 알바니아                         | スエラ・メヒリ                             | アルペンスキー                   |
| 49 | エリトリア (ERI)                   | 에리트레아                       | シャノン＝オグバニ・アベダ                 | アルペンスキー                   |
| 50 | エストニア (EST)                   | 에스토니아                       | サスキア・アルサル                         | スピードスケート                 |
| 51 | エクアドル (ECU)                   | 에콰도르                         | クラウス・フンクブルート・ロドリゲス       | クロスカントリースキー           |
| 52 | イギリス (GBR)                     | 영국                             | リジー・ヤーノルド                         | スケルトン                       |
| 53 | オーストラリア (AUS)               | 오스트레일리아                   | スコッティ・ジェイムズ                     | スノーボード                     |
| 54 | オーストリア (AUT)                 | 오스트리아                       | アンナ・ファイト                           | アルペンスキー                   |
| 55 | ロシアからのオリンピック選手 (OAR) | 러시아 출신 올림픽 선수          | （ボランティア）                           | KOC                              |
| 56 | ウズベキスタン (UZB)               | 우즈베키스탄                     | コミルジョン・トゥフタエフ                 | アルペンスキー                   |
| 57 | ウクライナ (UKR)                   | 우크라이나                       | オレーナ・ピドルシュナー                   | バイアスロン                     |
| 58 | イラン (IRI)                       | 이란                             | サマネ・バヘール                           | クロスカントリースキー           |
| 59 | イタリア (ITA)                     | 이탈리아                         | アリアナ・フォンタナ                       | ショートトラックスピードスケート |
| 60 | イスラエル (ISR)                   | 이스라엘                         | オレクシイ・ビチェンコ                     | フィギュアスケート               |
| 61 | インド (IND)                       | 인도                             | シヴァ・ケシャバン                         | リュージュ                       |
| 62 | 日本 (JPN)                         | 일본                             | 葛西紀明                                   | スキージャンプ                   |
| 63 | ジャマイカ (JAM)                   | 자메이카                         | ジャズミン・フェンレイター＝ヴィクトリアン | ボブスレー                       |
| 64 | ジョージア (GEO)                   | 조지아                           | モリス・クヴィテラシヴィリ                 | フィギュアスケート               |
| 65 | 中国 (CHN)                         | 중국                             | 周洋                                       | ショートトラックスピードスケート |
| 66 | チェコ (CZE)                       | 체코                             | エヴァ・サムコヴァ                         | スノーボード                     |
| 67 | チリ (CHI)                         | 칠레                             | ヘンリク・フォン・アッペン                 | アルペンスキー                   |
| 68 | カザフスタン (KAZ)                 | 카자흐스탄                       | アブザル・アジガリエフ                     | ショートトラックスピードスケート |
| 69 | カナダ (CAN)                       | 캐나다                           | テッサ・ヴァーチュ、スコット・モイア       | フィギュアスケート               |
| 70 | ケニア (KEN)                       | 케냐                             | サブリナ・シマダー                         | アルペンスキー                   |
| 71 | コソボ (KOS)                       | 코소보                           | アルビン・タヒリ                           | アルペンスキー                   |
| 72 | コロンビア (COL)                   | 콜롬비아                         | ペドロ・カウシル                           | スピードスケート                 |
| 73 | クロアチア (CRO)                   | 크로아티아                       | ナトゥコ・ズルンチッチ＝ディム             | アルペンスキー                   |
| 74 | キルギス (KGZ)                     | 키르기스스탄                     | タリエル・ジャルカムバエフ                 | クロスカントリースキー           |
| 75 | キプロス (CYP)                     | 키프로스                         | ディノス・レフカリティス                   | アルペンスキー                   |
| 76 | チャイニーズタイペイ (TPE)         | 차이니스 타이베이                | 連徳安                                     | リュージュ                       |
| 77 | タイ (THA)                         | 태국                             | マーク・チャンルン                         | クロスカントリースキー           |
| 78 | トルコ (TUR)                       | 터키                             | ファティ・アルダ・イプチオール             | スキージャンプ                   |
| 79 | トーゴ (TOG)                       | 토고                             | マチルデ＝アミヴィ・プティジャン           | クロスカントリースキー           |
| 80 | トンガ (TGA)                       | 통가                             | ピタ・タウファトファ                       | クロスカントリースキー           |
| 81 | パキスタン (PAK)                   | 파키스탄                         | ムハンマド・カリーム                       | アルペンスキー                   |
| 82 | ポルトガル (POR)                   | 포르투갈                         | ケークェン・ラム                           | クロスカントリースキー           |
| 83 | ポーランド (POL)                   | 폴란드                           | ズビギニェフ・ブロドカ                     | スピードスケート                 |
| 84 | プエルトリコ (PUR)                 | 푸에르토리코                     | チャールズ・フラハティ                     | アルペンスキー                   |
| 85 | フランス (FRA)                     | 프랑스                           | マルタン・フールカデ                       | バイアスロン                     |
| 86 | 北マケドニア (MKD)                 | 구유고슬라비아 마케도니아 공화국 | スタヴレ・ヤダ                             | クロスカントリースキー           |
| 87 | フィンランド (FIN)                 | 핀란드                           | ヤンネ・アホネン                           | スキージャンプ                   |
| 88 | フィリピン (PHI)                   | 필리핀                           | アサ・ミラー                               | アルペンスキー                   |
| 89 | ハンガリー (HUN)                   | 헝가리                           | コンラート・ナジ                           | スピードスケート                 |
| 90 | 香港 (HKG)                         | 홍콩 차이나                      | 呉一里                                     | アルペンスキー                   |
| 91 | 南北合同チーム (COR)               | 코리아                           | ウォン・ユンジョン (KOR)                   | ボブスレー                       |
| 91 | 南北合同チーム (COR)               | 코리아                           | ハン・チュングム (PRK)                     | アイスホッケー                   |

## 開会宣言

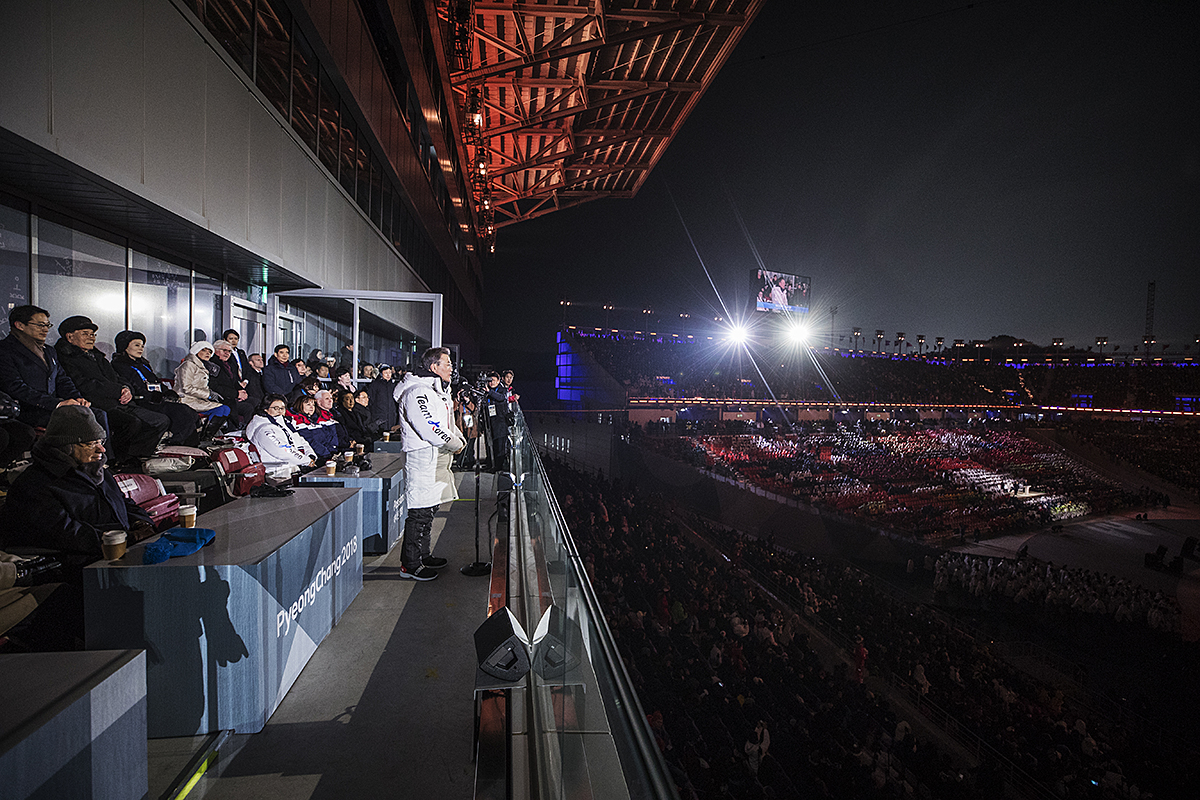
開会宣言を行う文在寅大統領。

文在寅大統領は「第23回冬季オリンピック大会である平昌冬季オリンピック大会の開会を宣言します。」と述べ、開会宣言を行った。

## 聖火台
聖火台は朝鮮白磁をモチーフにしたもので高さは25メートル。白磁月壷を5つの指が支える様子でイノデザイン代表のキム・ヨンセがデザイン。
宣誓後平昌五輪聖火リレーのハイライトシーンと公式聖火リレー主題歌<Let Everyone Sunshine>が流れた。
リレー映像後、聖火トーチを持った冬季オリンピックショートトラック4冠王の全利卿がスタジアムに現れ、オリンピックゴルフ金メダリストの朴仁妃に渡され、2002年FIFAワールドカップ大韓民国代表の安貞桓がスロープの前でアイスホッケー女子の朝鮮統一チームのバク・ジュンアやジョン・スヨンの両者にトーチを渡すと聖火台への光の道が現れ、両者は一緒に聖火台へのスロープ状の階段を上がった。聖火台の下のアイスリンクには、二人と同時に舞台袖から最終聖火ランナーのキム・ヨナが登場して二人から聖火をもらい、アイスリンクを滑走して氷に火をつけると、アイスリンクの中から鉄製の30個の火の輪が縦に伸びて聖火台に届けた。韓国で開催された1988年のソウルオリンピックから30年が経過し、平昌大会にバトンを繋げるという意味合いをもっていたため30個用意された。
聖火点火後は、鬼火と呼ばれる韓国人の祭をテーマにした公演がバンサンシ脱をBGMにBボーイダンスグループ「ジャストジョルク」がトッケビのお面と赤衣装で扮して聖火台のすぐ下から始まった。舞台中央には、大きな物体のソッテが分かった。その間を通るトッケビ役のジャストジョルクはジュウィブル遊び(正月十五日の前の日に缶に火を入れて回す韓国の伝統遊び)をしたり、テコンドーも振り付けに入れたダンスも踊りながら楽しむ姿を演出した。
以降フィナーレは花火で終わった。

## 寒さ対策
ポンチョ、ひざ掛け毛布、温熱座布団、ニット帽、手用カイロ、足下カイロの防寒6点セットを配布予定で、移動の動線上では暖かい飲み物を提供するフードトラックも運営する予定である。また、仮設の開会式場であったため建物外観に厚い壁を何層にも設けたり、座席の斜め後ろに備え付けられていたLEDライトからヒーターが流れるよう設計し屋根がない分万全な寒さ対策を心掛けた。なお、入場を待つ選手にはヒーター付きのテントが用意されていた。

## 出席者

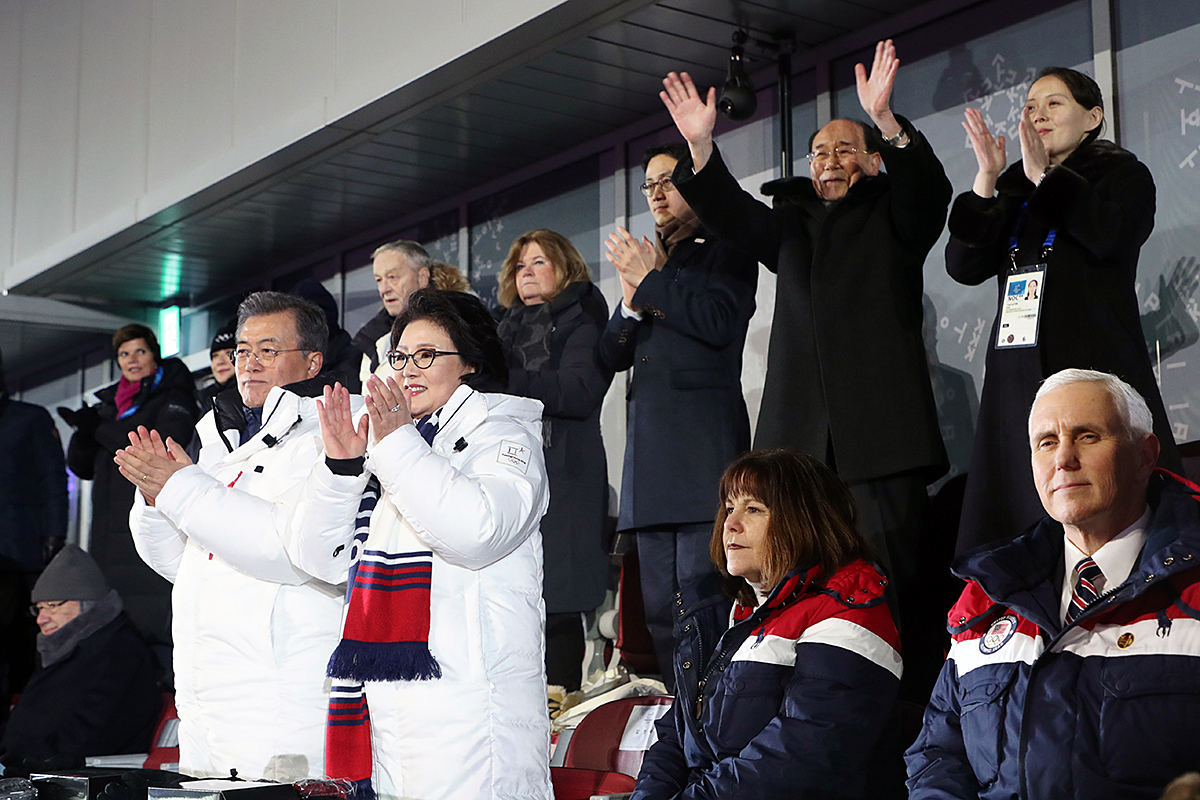
文在寅、金正淑大統領夫妻（画面左の白の上着の男女）、マイク・ペンス、カレン・ペンス
アメリカ合衆国副大統領夫妻、画面右、金永南
北朝鮮最高人民会議常任委員会委員長、金与正氏
金正恩朝鮮民主主義人民共和国最高指導者の実妹。（画面上の黒い上着で拍手をする男女。）

国家元首・首脳クラス、政府・国際機関要人は以下のとおりである。
- アンドラ公国の共同大公およびフランスの大統領のエマニュエル・マクロン
- アメリカ合衆国のマイク・ペンス 副大統領、カレン・ペンス セカンドレディ[74]
- イギリスのアン王女
- イタリアのルカ・ロッティ スポーツ担当大臣[75]
- エストニアのケルスティ・カリユライド大統領[76]
- オランダのウィレム＝アレクサンダー国王、マクシマ王妃、マルク・ルッテ首相[77]
- 韓国の文在寅大統領
- カナダのジュリー・ペイエット総督[78][79]
- 北朝鮮の金永南最高人民会議常任委員会委員長、金与正朝鮮労働党中央委員会宣伝扇動部副部長・最高指導者金正恩の実妹
- コソボのハシム・サチ大統領[80]
- コロンビアのオスカル・ナランジョ副大統領[79]
- スイスのアラン・ベルセ大統領[81]
- スロバキアのアンドレイ・キスカ大統領[82]
- セルビアのバニャ・ウドビッチ青少年およびスポーツ担当大臣[83]
- 中国の韓正 中国共産党中央政治局常務委員[84]
- ドイツのフランク＝ヴァルター・シュタインマイアー大統領[85]
- 日本の安倍晋三首相
- フランスのジャン＝イヴ・ル・ドリアン外務大臣[86]、ローラ・フレッセル青少年およびスポーツ担当大臣
- ポーランドのアンジェイ・ドゥダ大統領[87]
- 香港の林鄭月娥 特別行政区行政長官
- モナコのアルベール2世大公[88]
- リトアニアのダリア・グリバウスカイテ大統領[89]
- ルクセンブルクのアンリ大公[90]
- 国際連合のアントニオ・グテーレス事務総長[91]
- 国際オリンピック委員会のトーマス・バッハ会長[92]

その他、日本の公職者
- 阿部守一（長野県知事）
- 志位和夫（日本共産党委員長）[93]
- 笠井亮（日本共産党政策委員長）[93]

その他
- 北朝鮮で拘束され、意識不明で帰国しその後に死亡したアメリカ人学生のオットー・ワームビアの父親がマイク・ペンス副大統領に招待されて開会式に同行しながらペンス副大統領夫妻と共に出席し[94]、開会式直前にペンス副大統領と共に脱北者と面会した[95]。

## 日本での放送
NHK総合テレビジョン（キャスター：冨坂和男アナウンサー・桑子真帆アナウンサー）とNHKラジオ第一放送（実況：船岡久嗣アナウンサー、解説：三浦豪太）で生中継。また、開会式翌朝8時から10時にかけてはテレビ朝日（実況：清水俊輔、ゲスト：松岡修造、織田信成）で録画放送。

## 各国の反応
肯定的であった。1980年レークプラシッドオリンピック金メダリストのロビン・カズンズスが、「すべての公演が細かくて洗練された。精神なくもない非常にすばらしかった。本当に楽しかった」と賞賛し、ロイター通信は「生き生きと華やかな火と氷の開幕式」であったと伝えた。イギリスのBBCは、キム・ヨナのオリンピックの聖火点火シーンを「非常に素晴らしい」開会行事の仕上げと表現した。また、韓国と北朝鮮の選手の共同立場をハイライトとして紹介した。イギリスのガーディアン紙も、やはり南北の選手たちが韓半島旗の下、共同の立場というニュースをトップニュースで伝えた。中国のCCTVは、この日の開幕式3時間前から平昌オリンピック特集放送を放映して記者を現場接続した。日本のNHKも、開会式生中継の後に「韓国と北朝鮮の選手2人が一緒に韓半島旗を持って入場しようと競技場に大きな歓声が上がりました。」とし「選手団は、民謡アリランが流れ出るのような服を着て行進しました。」と伝えた。
一方で、開幕式に参加した金正恩労働党書記の妹・金与正氏にも注目された。アメリカのCNNは、「マイク・ペンス米国副大統領とキム・ジョンウン北朝鮮労働党書記の妹金与正がゲストに含まれたし南北の選手が韓半島旗の下で入場した」とし「劇的なオリンピックが始まった」と伝えた。フランスのルモンド紙は、文在寅大統領と金与正氏が開会式で挨拶を交わしたというニュースを報道し、AP通信は「怒りと疑い、流血に割れた韓半島で冬季オリンピックが開会した」と、予期せぬ統合の様子で南北が平和の炎の下に並んで座っていたと評した。

## サイバー攻撃
開会式直前に組織委員会内部のインターネットやWi-Fiのシステムがワイパー「Olympic Destroyer」によってダウンし、開会式に使用する予定だったドローンが飛ばせないなど、進行にも影響した。これらについて、サイバー攻撃による影響として、調査が進められていたが、アメリカ合衆国司法省とイギリス政府は2020年10月にロシア連邦軍参謀本部情報総局によるものであると発表した。